# Singly na prvním místě v roce 2003 (USA)
Jedničky hitparády Hot 100 za rok 2003 podle časopisu Billboard.
| Datum vydání  | Píseň                | Umělec                         |
| 4. ledna      | Lose Yourself        | Eminem                         |
| 11. ledna     | Lose Yourself        | Eminem                         |
| 18. ledna     | Lose Yourself        | Eminem                         |
| 25. ledna     | Lose Yourself        | Eminem                         |
| 1. února      | Bump, Bump, Bump     | B2K feat. Sean Combs           |
| 8. února      | All I Have           | Jennifer Lopez feat. LL Cool J |
| 15. února     | All I Have           | Jennifer Lopez feat. LL Cool J |
| 22. února     | All I Have           | Jennifer Lopez feat. LL Cool J |
| 1. března     | All I Have           | Jennifer Lopez feat. LL Cool J |
| 8. března     | In Da Club           | 50 Cent                        |
| 15. března    | In Da Club           | 50 Cent                        |
| 22. března    | In Da Club           | 50 Cent                        |
| 29. března    | In Da Club           | 50 Cent                        |
| 5. dubna      | In Da Club           | 50 Cent                        |
| 12. dubna     | In Da Club           | 50 Cent                        |
| 19. dubna     | In Da Club           | 50 Cent                        |
| 26. dubna     | In Da Club           | 50 Cent                        |
| 3. května     | In Da Club           | 50 Cent                        |
| 10. května    | Get Busy             | Sean Paul                      |
| 17. května    | Get Busy             | Sean Paul                      |
| 24. května    | Get Busy             | Sean Paul                      |
| 31. května    | 21 Questions         | 50 Cent feat. Nate Dogg        |
| 7. června     | 21 Questions         | 50 Cent feat. Nate Dogg        |
| 14. června    | 21 Questions         | 50 Cent feat. Nate Dogg        |
| 21. června    | 21 Questions         | 50 Cent feat. Nate Dogg        |
| 28. června    | This Is the Night    | Clay Aiken                     |
| 5. července   | This Is the Night    | Clay Aiken                     |
| 12. července  | Crazy in Love        | Beyoncé feat. Jay-Z            |
| 19. července  | Crazy in Love        | Beyoncé feat. Jay-Z            |
| 26. července  | Crazy in Love        | Beyoncé feat. Jay-Z            |
| 2. srpna      | Crazy in Love        | Beyoncé feat. Jay-Z            |
| 9. srpna      | Crazy in Love        | Beyoncé feat. Jay-Z            |
| 16. srpna     | Crazy in Love        | Beyoncé feat. Jay-Z            |
| 23. srpna     | Crazy in Love        | Beyoncé feat. Jay-Z            |
| 30. srpna     | Crazy in Love        | Beyoncé feat. Jay-Z            |
| 6. září       | Shake Ya Tailfeather | Nelly, P. Diddy a Murphy Lee   |
| 13. září      | Shake Ya Tailfeather | Nelly, P. Diddy a Murphy Lee   |
| 20. září      | Shake Ya Tailfeather | Nelly, P. Diddy and Murphy Lee |
| 27. září      | Shake Ya Tailfeather | Nelly, P. Diddy a Murphy Lee   |
| 4. října      | Baby Boy             | Beyoncé feat. Sean Paul        |
| 11. října     | Baby Boy             | Beyoncé feat. Sean Paul        |
| 18. října     | Baby Boy             | Beyoncé feat. Sean Paul        |
| 25. října     | Baby Boy             | Beyoncé feat. Sean Paul        |
| 1. listopadu  | Baby Boy             | Beyoncé feat. Sean Paul        |
| 8. listopadu  | Baby Boy             | Beyoncé feat. Sean Paul        |
| 15. listopadu | Baby Boy             | Beyoncé feat. Sean Paul        |
| 22. listopadu | Baby Boy             | Beyoncé feat. Sean Paul        |
| 29. listopadu | Baby Boy             | Beyoncé feat. Sean Paul        |
| 6. prosince   | Stand Up             | Ludacris feat. Shawnna         |
| 13. prosince  | Hey Ya!              | OutKast                        |
| 20. prosince  | Hey Ya!              | OutKast                        |
| 27. prosince  | Hey Ya!              | OutKast                        |